# Wiktor Sienicki
Wiktor Sienicki (ros. Виктор Станиславович Сеницкий, ur. 24 października?/6 listopada 1909 w Aszchabadzie, zm. 25 września 1977 w Moskwie) – generał major Armii Radzieckiej, generał brygady ludowego Wojska Polskiego.

## Życiorys
W latach 1917–1923 uczył się w szkole w Aszchabadzie, a następnie do 1927 roku w Kisłowodzku. Od listopada 1931 w Armii Czerwonej. Dowódca plutonu w Noworosyjsku, od 1932 członek WKP(b), od czerwca 1934 szef saperów w 65 pułku artylerii w Noworosyjsku. Od lipca 1937 dowódca kompanii. Uczestnik wojny radziecko-fińskiej 1939–1940. W latach 1940–1941 studiował zaocznie w Akademii Wojskowej im. Frunzego w Moskwie. Od listopada 1940 dowódca batalionu saperów w Titowce k. Murmańska, 1941–1942 walczył z Niemcami na Froncie Karelskim. Od lutego 1942 szef służby inżynieryjno-saperskiej 27 Dywizji Strzeleckiej 26 Armii Frontu Karelskiego. Od września 1943 roku do marca 1944 roku był słuchaczem kursu doskonalącego w Akademii im. Frunzego. 
Od kwietnia 1944 służył w Polskich Siłach Zbrojnych w ZSRR jako podpułkownik i dowódca 2 pułku piechoty. Od jesieni 1944 pułkownik. Uczestnik walk pod Dęblinem, na Pradze, na Wale Pomorskim i szturmu na Berlin. Po wojnie organizator i dowódca 13 Dywizji Piechoty w Katowicach. Od marca 1946 roku dowódca 6 Pomorskiej Dywizji Piechoty w Krakowie. 25 lipca 1947 roku został wyróżniony przez dowódcę Grupy Operacyjnej „Wisła” generała dywizji Stefana Mossora za udział w akcji „Wisła”. W latach 1948–1949 był szefem sztabu Dowództwa Okręgu Wojskowego Nr V w Krakowie, a następnie szef sztabu Dowództwa Wojsk Lądowych. W maju 1949 roku został mianowany generałem majorem przez Radę Ministrów ZSRR, a zarządzeniem Bolesława Bieruta zatwierdzony w stopniu generała brygady. W 1950 roku był szefem Oddziału Planowania i Programów Głównego Inspektoratu Wyszkolenia Bojowego, a później zastępcą Głównego Inspektora Wyszkolenia Bojowego. Od 1 grudnia 1951 roku był szefem Głównego Zarządu Wyszkolenia Bojowego (w międzyczasie był dowódcą 2 Korpusu Piechoty w Poznaniu). Od 1953 do 1954 studiował w Wyższej Akademii Wojskowej im. K. Woroszyłowa w Moskwie. Po powrocie został komendantem Akademii Sztabu Generalnego WP w Rembertowie. W styczniu 1957 roku powrócił do ZSRR.
6 października 1951 roku został wyróżniony przez marszałka Polski Konstantego Rokossowskiego nagrodą rzeczową w postaci dubeltówki.

## Życie prywatne
Mieszkał w Moskwie. Był żonaty z Galiną Siergiejewną Szczukiną, z zawodu lekarzem. Miał dwie córki.

## Ordery i odznaczenia
- Order Virtuti Militari V klasy (1945)
- Order Sztandaru Pracy II klasy (1956)
- Krzyż Komandorski Orderu Odrodzenia Polski (1954)
- Krzyż Oficerski Orderu Odrodzenia Polski (1945)
- Order Krzyża Grunwaldu III klasy (1945)
- Krzyż Walecznych (1947)
- Złoty Krzyż Zasługi (dwukrotnie, 1946 i 1947)
- Medal „Za udział w walkach o Berlin” (1966)
- Srebrny Medal „Siły Zbrojne w Służbie Ojczyzny” (1954)
- Odznaka Braterstwa Broni (1967)
- Order Czerwonego Sztandaru (dwukrotnie)
- Order Wojny Ojczyźnianej II stopnia
- Order Czerwonej Gwiazdy
- Medal „Za zasługi bojowe”